# Острувек (Слупецький повіт)
Острувек (пол. Ostrówek) — село в Польщі, у гміні Орхово Слупецького повіту Великопольського воєводства.
Населення — 15 осіб (2011).
У 1975-1998 роках село належало до Конінського воєводства.

## Демографія
Демографічна структура станом на 31 березня 2011 року:
|          | Загалом | Допрацездатний вік | Працездатний вік | Постпрацездатний вік |
| -------- | ------- | ------------------ | ---------------- | -------------------- |
| Чоловіки | 9       | 2                  | 7                | 0                    |
| Жінки    | 6       | 0                  | 6                | 0                    |
| Разом    | 15      | 2                  | 13               | 0                    |